# Sali
 Ovo je glavno značenje pojma Sali. Za etničku grupu u Indiji pogledajte Sali (narod).
Sali su općina u Hrvatskoj.

## Zemljopis
Sali su najveće mjesto na Dugom otoku i sjedište istoimene općine. Nalaze se na južnom dijelu ovoga najvećega otoka zadarskog arhipelaga.

## Stanovništvo
Po popisu stanovništva iz 2011. godine, općina Sali imala je 1698 stanovnika, raspoređenih u 12 naselja:
- Božava – 116
- Brbinj – 76
- Dragove – 36
- Luka – 123
- Sali – 740
- Savar – 53
- Soline – 38
- Veli Rat – 60
- Verunić – 40
- Zaglav – 174
- Zverinac – 43
- Žman – 199

| broj stanovnika | 2240  | 2534  | 2724  | 3268  | 3837  | 3981  | 4769  | 4329  | 4828  | 4740  | 4246  | 4065  | 2346  | 2932  | 1820  | 1698  | 1746  |
|                 | 1857. | 1869. | 1880. | 1890. | 1900. | 1910. | 1921. | 1931. | 1948. | 1953. | 1961. | 1971. | 1981. | 1991. | 2001. | 2011. | 2021. |

| broj stanovnika | 449   | 644   | 586   | 713   | 830   | 880   | 1117  | 1097  | 1230  | 1227  | 1178  | 1106  | 877   | 1190  | 769   | 740   | 726   |
|                 | 1857. | 1869. | 1880. | 1890. | 1900. | 1910. | 1921. | 1931. | 1948. | 1953. | 1961. | 1971. | 1981. | 1991. | 2001. | 2011. | 2021. |

## Gospodarstvo
Već više od 1000 godina u Salima je razvijeno ribarstvo, o čemu svjedoči i prvi pisani spomenik o ribarstvu u našim krajevima. Od 1905. g. u Salima radi tvornica ribljih konzervi Mardešić. Također je i poljoprivreda, posebno maslinarstvo, razvijeno. Unatrag pedesetak godina se počeo razvijati turizam.
Od ostalih zanimanja, ističe se brodogradilište u Sašćici. Od ostalih zanimanja u Salima su se u zadnjih desetak godina počele razvijati djelatnosti vezane uz turizam. Najviše se uložilo u obnovu luke, koja je sada sposobna primiti oko 80 jedrilica i glisera.

## Poznate osobe
- Ante Orlić (1933. – 2004.), hrvatski kipar
- Božidar Finka (1925. – 1999.), hrvatski jezikoslovac.
- Petar Lorini (1850. – 1921.), učitelj, visoki lokalni dužnosnik, nadzornik ribarstva u Austro-Ugarskoj

## Spomenici i znamenitosti
- Park prirode Telašćica, na južnom dijelu Dugog Otoka.

- 3 crkve: sv. Marije, sv. Nikole, sv. Roka i jedna kapelica Male Gospe. U neposrednoj blizini se nalaze ostaci jos jedne crkvice sv. Stjepana i crkva sv. Ante.
- Crkva Sv.Ivan, Sali (Stivanje polje)
- Crkva Blažene Djevice Marije
- Crkva sv. Viktora na Citoriju
- Sv.Pelegrin, Savar
- Crkvina, Sali
- Koženjak, Sali[5]

Mnoge kuće u Salima su starije od 100 godina. 
Prvi pisani spomenik ribarstva u Hrvatskoj seže iz 10 st. (oko 995. god.), i vezan je baš uz ribolovna područja oko Sali.

## Obrazovanje
U Salima se nalazi Osnovna škola "Petar Lorini", koja je tijekom mnogih godina postojanja obrazovala mnoge naraštaje Saljana.

## Kultura
- Saljske užance, nadaleko najpoznatija kulturna manifestacija. Održava se tradicionalno od 1958. g. Uz užance je 1959. osnovana i Tovareća mužika koja je ubrzo postala i zaštitni simbol te manifestacije.[6]

## Šport
Športske aktivnosti u Salima odvijaju se tijekom cijele godine. Organiziraju se malonogometni turniri i to ljetni malonogometni turnir, uskrsni malonogometni turnir, božićni te maškarani (u vrijeme maškara). Također se organiziraju turniri u šahu te stolnom tenisu, a ponekad i u košarci.
Jedriličarska regata krstaša Gladuša poznata i kao "Saljska regata krstaša" te "Najveselija regata na Jadranu" održava se od 2010.

## Vanjske poveznice
- Saljske užance  Arhivirana inačica izvorne stranice od 18. prosinca 2014. (Wayback Machine), četiri dana u tjednu uoči Velike Gospe
- Sali – Dugi otok, Stranice o mjestu Sali i Dugom otoku.
- Govorimo hrvatski  Arhivirana inačica izvorne stranice od 24. rujna 2014. (Wayback Machine), Emisija o ispravnom sklanjanju imenice "Sali".

|  | Portal Hrvatske – Pristup člancima s tematikom o Hrvatskoj. |